# Lepisanthes senegalensis
Lepisanthes senegalensis är en kinesträdsväxtart som först beskrevs av Jean Louis Marie Poiret, och fick sitt nu gällande namn av Leenhouts. Lepisanthes senegalensis ingår i släktet Lepisanthes och familjen kinesträdsväxter. Inga underarter finns listade i Catalogue of Life.